# Barbier-Reaktion
Die Barbier-Reaktion, auch Barbier-Umlagerung genannt, ist eine Namensreaktion aus dem Bereich der organischen Chemie. Sie ist benannt nach dem französischen Chemiker Philippe Antoine François Barbier (1848–1922), dem Doktorvater von Victor Grignard. Sie wurde 1898, also nur zwei Jahre vor der Grignard-Reaktion, zum ersten Mal veröffentlicht.

## Übersicht
Die Barbier-Reaktion hat sehr weitreichende Anwendungsmöglichkeiten in der organischen Chemie, wie z. B. in der Synthese von sekundären oder tertiären Alkoholen.  Dabei reagiert ein mit Chlor, Brom oder Iod halogenierter organischer Rest (Alkyl-, Aryl-, Benzyl- oder Allylrest) an einer metallischen Oberfläche aus Magnesium, Lithium, Aluminium, Samarium, Antimon, Bismut, Cadmium, Gallium, Indium, Mangan, Zinn oder Zink etc. direkt in Gegenwart eines Aldehyds (R2, R3= H, Organylgruppe) oder Ketons (R2, R3= Organylgruppe) mit dessen Carbonylgruppe. Die Hydrolyse führt dann zum Alkohol:
Eine aus einem Allylhalogenid frisch gebildete Grignard-Verbindung reagiert in einer Nebenreaktion mit weiterem Allylhalogenid unter Bildung von Dimeren. Die Barbier-Reaktion ist ein Weg zum Umschiffen dieses Problems:

## Mechanismus
Der Mechanismus wird hier exemplarisch mit Allylbromid, Propanal und metallischem Magnesium dargestellt.
Zunächst bringt man Allylbromid (1) auf die Oberfläche des metallischen Magnesiums. Dadurch entsteht das Grignard-Reagenz Prop-1-enmagnesiumbromid (2). Dieses steht mit einer ionischen und einer radikalischen Form im Gleichgewicht (hier nicht eingezeichnet), wobei diese Formen nur einen geringen Anteil des Gleichgewichts ausmachen. Versetzt man das Grignard-Reagenz 2 nun mit  Propanal, so entsteht das Hex-5-en-3-olat 3. Dieses reagiert durch sauere Aufarbeitung zu Hex-5-en-3-ol (4).
Diese Reaktion ist der Grignard-Reaktion sehr ähnlich mit dem Unterschied, dass sie eine Eintopfreaktion ist. Dies bedeutet, dass alle Reagenzien zum selben Zeitpunkt miteinander vermischt werden, man spricht auch von einer „Ein-Schritt-Reaktion“.  Hingegen muss bei der Grignard-Reaktion das Grignard-Reagenz zunächst in Abwesenheit des Carbonylsubstrats erzeugt werden.
Die Barbier-Reaktion fällt unter die Gruppe der Nukleophile Additionsreaktionen. Bei ihr kann im Gegensatz zur Grignard-Reaktion auch in wässrigen Lösungsmitteln gearbeitet werden,  weil die metallorganischen Zwischenstufen unempfindlich gegen protische Lösungsmittel sind. Aus diesem Grund kann man die Barbier-Reaktion der Green Chemistry zuordnen.
Außerdem hat sie im Gegensatz zur Grignard-Reaktion den Vorteil, dass sie mit bedeutend weniger toxischen Halogeniden dieselben Ergebnisse liefert. Sie wird bevorzugt eingesetzt für die Reaktion von Allyl- oder Benzylbromiden. Außerdem wird vermutet, dass sie mit einem Einzel-Elektronen-Transfer (engl. single-electron-transfer, SET) abläuft.

## Beispiele
Die folgenden Beispiele, soll die weiten Anwendungsmöglichkeiten der Barbier-Reaktion verdeutlichen.
Die Reaktion zwischen Propargylbromid und Butanal in Gegenwart von metallischem Zink liefert ein Alkin-Derivat:
Ebenfalls kann die Barbier-Reaktion intramolekular ablaufen, wie in dem folgenden Beispiel dargestellt. Auf diese Weise können entsprechen substituierte Moleküle mit Hilfe der Barbier-Reaktion cyclisiert werden.